# Bonlier
Bonlier és un municipi francès, situat al departament de l'Oise i a la regió dels Alts de França. L'any 2007 tenia 384 habitants.

## Demografia

### Població
El 2007 la població de fet de Bonlier era de 384 persones. Hi havia 128 famílies de les quals 24 eren unipersonals (4 homes vivint sols i 20 dones vivint soles), 40 parelles sense fills, 60 parelles amb fills i 4 famílies monoparentals amb fills.
La població ha evolucionat segons el següent gràfic:
Habitants censats

### Habitatges
El 2007 hi havia 135 habitatges, 132 eren l'habitatge principal de la família i 3 estaven desocupats. 132 eren cases i 2 eren apartaments. Dels 132 habitatges principals, 115 estaven ocupats pels seus propietaris, 13 estaven llogats i ocupats pels llogaters i 4 estaven cedits a títol gratuït; 5 tenien dues cambres, 16 en tenien tres, 33 en tenien quatre i 78 en tenien cinc o més. 110 habitatges disposaven pel capbaix d'una plaça de pàrquing. A 51 habitatges hi havia un automòbil i a 72 n'hi havia dos o més.

### Piràmide de població
La piràmide de població per edats i sexe el 2009 era:
| Homes | Edats   | Dones |
| ----- | ------- | ----- |
| 0     | 95 o +  | 0     |
| 0     | 90 a 94 | 0     |
| 0     | 85 a 89 | 4     |
| 0     | 80 a 84 | 0     |
| 4     | 75 a 79 | 4     |
| 8     | 70 a 74 | 8     |
| 0     | 65 a 69 | 4     |
| 8     | 60 a 64 | 4     |
| 8     | 55 a 59 | 4     |
| 16    | 50 a 54 | 20    |
| 32    | 45 a 49 | 20    |
| 16    | 40 a 44 | 20    |
| 4     | 35 a 39 | 8     |
| 4     | 30 a 34 | 12    |
| 24    | 25 a 29 | 12    |
| 12    | 20 a 24 | 12    |
| 24    | 15 a 19 | 24    |
| 4     | 10 a 14 | 24    |
| 16    | 5 a 9   | 8     |
| 8     | 0 a 4   | 8     |

## Economia
El 2007 la població en edat de treballar era de 263 persones, 191 eren actives i 72 eren inactives. De les 191 persones actives 178 estaven ocupades (91 homes i 87 dones) i 13 estaven aturades (9 homes i 4 dones). De les 72 persones inactives 23 estaven jubilades, 25 estaven estudiant i 24 estaven classificades com a «altres inactius».

### Ingressos
El 2009 a Bonlier hi havia 143 unitats fiscals que integraven 390 persones, la mediana anual d'ingressos fiscals per persona era de 20.307 €.

### Activitats econòmiques
Dels 10 establiments que hi havia el 2007, 1 era d'una empresa de fabricació de material elèctric, 2 d'empreses de fabricació d'altres productes industrials, 4 d'empreses de construcció, 1 d'una empresa de comerç i reparació d'automòbils, 1 d'una empresa immobiliària i 1 d'una empresa de serveis.
Dels 6 establiments de servei als particulars que hi havia el 2009, 1 era un taller de reparació d'automòbils i de material agrícola, 1 guixaire pintor, 1 fusteria, 2 lampisteries i 1 agència immobiliària.

## Equipaments sanitaris i escolars
El 2009 hi havia una escola elemental integrada dins d'un grup escolar amb les comunes properes formant una escola dispersa.

## Poblacions més properes
El següent diagrama mostra les poblacions més properes.